# Pszczółki (Pommeren)
Pszczółki (Duits: Hohenstein) is een dorp in het Poolse woiwodschap Pommeren, in het district Gdański. De plaats maakt deel uit van de gemeente Pszczółki en telt 3652 inwoners.